# The Colourist
 The Colourist es una banda de rock Americana de Orange County, California formado de Adam Castilla y Maya Tuttle de la banda Paper Thin Walls con amigos Kollin Johannsen y Justin Wagner.

## Discografía

### Álbumes del estudio
| 2014                                                                                | The Colourist - Landazo: 25 de marzo de 2014 - Sello: Republic Records, Universal Records | 82 | 15 | 18 |
| "—" indica una grabación que no estaba en listas o no era landazo en ese territorio |                                                                                           |    |    |    |

### EP
| 2013                                                                                | Lido - Landazo: 20 de agosto de 2013 - Sello: Republic Records, Universal Records | 16 |
| 2014                                                                                | Inversions - Landazo: 28 de octubre de 2014                                       | —  |
| 2015                                                                                | Will You Wait for Me - Landazo: 31 de julio de 2015                               | —  |
| "—" indica una grabación que no estaba en listas o no era landazo en ese territorio |                                                                                   |    |

### Sencillos en listas
| Título         | Año  | Mejor posición en listas |
| Título         | Año  | Alternative Songs        |
| -------------- | ---- | ------------------------ |
| "Little Games" | 2013 | 31                       |